# Tip Marugg
Silvio Alberto (Tip) Marugg (Curaçao, 1923. december 16. – Willemstad, 2006. április 22.) a Holland Antillákon élt, holland és papiamento nyelven alkotó költő, író.

## Élete
Tip Marugg fehér szülők ötödik gyermekeként született Curaçao szigetén. Apai ágon ősei svájciak voltak, akik a 18. században telepedtek le a szigeten. Születésével kapcsolatban így nyilatkozott egyszer: "Van het Reve és én alig negyven óra különbséggel születtünk. Az Úr nagyon dühös lehetett azon szörnyű év decemberében.". Anyanyelve a papiamento nevű, Arubán, Bonaire-en és Curaçaón beszélt kreol nyelv volt, regényeinek és sok versének nyelvét ("a világ legszebb nyelvét" – ahogy maga nevezte), a hollandot, csak az iskolában tanulta. 

Noha protestánsként nevelték, katolikus iskolába járt, középiskolai tanulmányait 1942-ben fejezte be. Ezután öt éven keresztül, a második világháború alatt, katonai szolgálatot teljesített Curaçaón, de tényleges hadi eseményekben nem vett részt. Leszerelését követően 23 éven át a Shell alkalmazásában állt, a cég Passaat című folyóiratának munkatársa, majd szerkesztője volt. Itt fedezte fel az írás örömét is.
Első regénye 1958-ban jelent meg, Weekendpelgrimage címen. Ezt közel tíz év után követte a második (In de straten van Tepalka), majd újabb tíz év múltán a harmadik és egyben utolsó regénye, a De morgen loeit weer aan. Ez utóbbi művéért jelölték a rangos AKO irodalmi díjra is, de azt végül nem neki ítélték.
1970-ben nyugdíjba ment, és visszavonultan élt Curaçao Pannekoek nevű, nyugati részén. Élete utolsó éveiben, egy öröklött betegség miatt egyre romlott a látása, végül már alig tudott írni és olvasni. A halála előtti évben egy fertőzés miatt az egyik lábát is elvesztette.

## Művészete
Akárcsak curaçaói írótársa és barátja, Boeli van Leeuwen műveiben, Tip Maruggnél is központi szerepet kap a szigetlakó-lét: a kis közösség tagjaként és az egyénként való létezés paradoxonjait kutatja, de van Leeuwennel ellentétben nála a közösség nem kap akkora teret. A metaforikus értelmű sziget-lét áll a középpontban, az egyén, aki úgy érzi, nem tartozik oda, ahol él. Regényeiben (amelyekben mindhárom esetben egyes szám első személyű elbeszélőt találunk) a főhősök outsiderek.
Neveltetése ellenére Marugg nem volt vallásos, noha a bibliai nyelvezet erőteljes hatása jelenik meg pl. az In de straten van Tepalka-ban.
Műveinek visszatérő elemei az alkohol, a (valódi kielégülést nem hozó, ambivalensen megélt) szexualitás és a sötétség-fény ellentétpár.
 
Az alkohol meghatározó jelentőségű volt Tip Marugg életében: "mindenkinek, aki elgondolkodik az életről, szüksége van alkoholra." – állította. 

A sötétség (éjszaka, feketeség, fekete bőrszín, alkonyat) és világosság (nappal, napfény, fehér bőrszín, hajnal) ellentéte, és az ellentétpár tagjai közül egyértelműen az első felértékelése a másodikkal szemben fontos motívumok Marugg művészetében. (Például verseskötete címének jelentése is "fényiszony".)

### Művei
- 1958 – Weekendpelgrimage (regény)
- 1967 – In de straten van Tepalka (regény)
- 1976 – Afschuw van licht; gedichten 1946–1951 (versek)
- 1988 – De morgen loeit weer aan (regény)
- 1992 – Dikshonario erótiko (a papiamento nyelv erotikus kifejezéseinek szótára)
- 2009 – De hemel is van korte duur (Verzameld Werk, bezorgd door Aart Broek en Wim Rutgers)(összegyűjtött írásai)

Műveit magyarra nem, de angolra és oroszra lefordították.

## Fordítás
- Ez a szócikk részben vagy egészben a Tip Marugg című holland Wikipédia-szócikk ezen változatának fordításán alapul.  Az eredeti cikk szerkesztőit annak laptörténete sorolja fel. Ez a jelzés csupán a megfogalmazás eredetét és a szerzői jogokat jelzi, nem szolgál a cikkben szereplő információk forrásmegjelöléseként.